# 10207 Коменьяна
10207 Коменьяна (10207 Comeniana) — астероїд головного поясу, відкритий 16 серпня 1997 року.
Тіссеранів параметр щодо Юпітера — 3,505.